# Taphozous
Taphozous — рід мішкокрилих кажанів родини Emballonuridae.

## Поширення
Представники роду поширені в Африці, Азії та Австралії. Ці кажани можуть бути знайдені в різноманітних місцях проживання, включаючи дощові ліси, відкриті рідколісся, сухі місцевості. Спочивають в склепах, старих будівлях, заглибинах чи невеликих печерах, вздовж морських узбереж, на деревах. Taphozous longimanus часто можуть бути знайдені на верхівках кокосових пальм.

## Морфологія
Голова і тіло довжиною 62—100 мм, хвіст довжиною 12—35 мм, передпліччя довжиною 50—75 мм, вага 10 — 50 гр. Зубна формула: (i 1/2 c 1/1 pm 2/2 m 3/3)•2=30. Верх сіруватий чи відтінків коричневого іноді з червонуватим чи корицевим відтінком. Деякі види мають білуваті плями на тілі. Низ тіла білуватий, кремовий, блідо-коричневий. Самці Taphozous longimanus зазвичай корицево-коричневі тоді як більшість самиць темно сірого кольору. Підкрильні сумки є в усіх видів. Більшість видів також мають горлові залози.

## Поведінка
Вони хороші літуни. Можуть починати харчуватися на висотах 60—90 м, перед сутінками, спускаючись нижче з настанням темряви. Поживою є літаючі комахи. Групи чи колонії можуть складатися як з кількох так і з кількох тисяч особин.

## Види
- Taphozous achates Thomas, 1915
- Taphozous australis Gould, 1854
- Taphozous georgianus Thomas, 1915
- Taphozous hamiltoni Thomas, 1920
- Taphozous hildegardeae Thomas, 1909
- Taphozous hilli Kitchener, 1980
- Taphozous kapalgensis McKean et Friend, 1979
- Taphozous longimanus Hardwicke, 1825
- Taphozous mauritianus E. Geoffroy, 1818
- Taphozous melanopogon Temminck, 1841
- Taphozous nudiventris Cretzschmar, 1830
- Taphozous perforatus E. Geoffroy, 1818
- Taphozous theobaldi Dobson, 1872
- Taphozous troughtoni Tate, 1952